# يوجين لي هاميلتون
كان يوجين لي هاميلتون (بالإنجليزية: Eugene Lee-Hamilton) (6 يناير 1845 - 9 سبتمبر 1907) شاعرًا إنجليزيًا من أواخر العصر الفيكتوري. تتضمنت أعماله بعض السوناتات البارزة بأسلوب الشاعر فرانشيسكو بترارك. حصل على جائزة أدبية تقدمها كلية أوريل بجامعة أكسفورد، حيث كان طالبًا فيها، وهي جائزة مفتوحة لطلاب جامعة أكسفورد وجامعة كامبريدج ومستمرة حتى يومنا هذا.

## حياته وأعماله
وُلد يوجين لي هاميلتون بلندن في 6 يناير 1845؛ كان والده جيمس لي هاميلتون، الذي تُوفي عام 1852، ووالدته ماتيلدا أبادام (1815–1896)، كانت ابنة إدوارد هاملين آدامز.
تلقى لي هاميلتون تعليمه بشكل أساسي في فرنسا وألمانيا. أُرسل في عام 1864 إلى جامعة أكسفورد. عمل بالسلك الدبلوماسي البريطاني في عام 1869. إلتحق في البداية بالسفارة البريطانية في باريس، حيث كان مناسبًا لتلك الوظيفة للغاية بسبب تجاربه المبكرة في الحياة الفرنسية وإتقانه للغة الفرنسية. بعد اندلاع الحرب الفرنسية الألمانية شارك في تحكيم مطالبات ألاباما في جنيف. وبعد ذلك عُين سكرتيرًا للمفوضية البريطانية في مدينة لشبونة. اضطُر إلى التخلى عن هذا المنصب عام 1873، عندما تدهورت صحته تمامًا على نحو مفاجئ، وفقد القدرة على استخدام ساقيه، وعانى من الآلام المبرحة. وقد عبر عن ذلك في إحدى قصائده قائلًا:
«هأنذا باقٍ على نومة القبر على مدى العمر،
في حين يمشي الآخرون ويركضون ويرقصون ويقفزون.»
كانت رغبته في التخلص من الشعور بالملل الذي سببه له هذا المرض هى ما دفعته في البداية إلى كتابة الشعر. ألّف لي هاميلتون كل أشعاره منذ ذلك الوقت دون أن يلمس قلمًا أو ورقة، ثم أملاها بعد ذلك لتدوينها.

## قصائده الأولى
ظهرت أولى قصائد هاملتون المتنوعة عام 1878، ولكن لم تجذب أي اهتمام على الإطلاق. بدأ شعره يحظى بالاهتمام في النهاية مع نشر كتابه «ميدوسا الجديدة». أعقب هذا الكتاب بأخر في عام 1885، بعنوان «أبولو ومارسياس»، جاء الإصدار التالي، بعنوان «السوناتات الخيالية»، في خريف عام 1888. يُعد هاملتون هو الشاعر الأكثر تميزًا في تأليف السوناتات.
أمضى هاملتون معظم حياته وهو يعاني من أمراض نفسية. قامت والدته على رعايته، وكذلك فعلت - بشكل متقطع - أخته غير الشقيقة، فيوليت باجيت، التي كانت تكتب تحت الاسم الأدبي فيرنون لي. عاش لي هاميلتون مع والدته وزوجها في فلورنسا بإيطاليا أثناء مرضه، ولم يتمكن من السفر مرة أخرى إلا بعد وفاة والدته في عام 1896 وتعافيه من المرض، وتزوج في النهاية من الروائية آني إي. هولدسورث عام 1898 وأنجب طفلة سُميت بيرسيس مارغريت عام 1903، لكنها توفيت في سن الرضاعة بسبب مرض إلتهاب السحايا. دفعه ذلك إلى كتابة قصيدته «ميما بيلا؛ في ذكرى حياةٍ صغيرة».

### التحليل
كتب لي هاميلتون قصائده وفقًا لنمط الشعر الفيكتوري القصير، وخاصة السوناتة الدرامية. كان لروبرت براوننج تأثير كبير في فن المونولوج الدرامي، لكن لي هاميلتون هو من صقل ذلك الفن، كما تتميز قصائده بالخيال الذي لا يهدأ.
تتكرر بعض الأنماط، مثل الغمر في الماء، أو الدفن في الأرض، أو التقييد بالأغلال، أو الصراع بين الجسد والعقل، أو النماذج الأنثوية المظلمة مثل الجورجون، أو النماذج الذكورية مثل الرجل المجنون أو العاشق القاتل. يواجه لي هاميلتون الإخفاقات عندما تفقد الصورة أو الحبكة قوتها لأنها تفتقر إلى ضبط النفس. إن أعماله الكبيرة هي السوناتات، ونجاحاته تعتمد على قدرته الفنية. فهو يُوجز المونولوج الدرامي في شكل السوناتات، وهو ما يمنح القوة للسوناتات الموجزة والمنضبطة.
اعتمد كتاب «السوناتات الخيالية» (1888) على شخصيات تاريخية وأسطورية وخيالية: كل منها يعبر عنه شخص معين في وقت محدد. يشير فيليب هوبسباوم في كتابه «تشكيل الأوزان والإيقاعات والأبيات الشعرية» إلى أن كتاب لي هاميلتون «سوناتات الساعات غير المجنحة» (1894) هو التسلسل الوحيد للسوناتات الفيكتورية الذي يمكن مقارنته بجيرارد مانلي هوبكنز. نجد في القصائد الأطول من المجموعات مثل «ميدوسا الجديدة» (1882)، روايات ومونولوجات درامية تكشف الجانب المظلم من الحياة - كما هو الحال في أعمال براوننج - حيث تسود الشهوة والغيرة والخوف.